# 三田篤子
三田 篤子（みた あつこ、1961年7月29日 - ）は、日本の元女優。兵庫県西宮市出身。本名：前川篤美。

## 来歴
兵庫県立西宮高等学校、関西外国語大学スペイン語学科卒業。
大学在学中に舞台でデビューし、関西を基盤にして俳優活動を行ってきたが、2003年頃に俳優業を引退。自ら芸能事務所を設立し、後進の育成を行っている。

## 出演

### テレビ
- 遠山の金さんII - おその役
- 銀河テレビ小説（NHK）
  - まんだら屋の良太（1986年） - 喜多本久美子 役
- 傑作時代劇・忠臣蔵異聞 生きていた生きていた吉良上野介 - おこう役
- 電脳警察サイバーコップ - 島津瑞恵役
- 必殺スペシャル・新春 決定版!大奥、春日野局の秘密 主水、露天風呂で初仕事 - 浦尾役
- 腕におぼえあり3（1993年、NHK） - 志乃役
- 新・部長刑事 アーバンポリス24（戸上班編） - 草間小百合役
- 連続テレビ小説（NHK）
  - ふたりっ子
  - あすか - 今村道代役
  - オードリー - 朝倉もみじ役
- いのちの現場から
- 土曜ドラマ（NHK）
  - 愛が聞こえます（1993年） - 森山啓子 役
  - 和菓子の味（1994年） - 花岡清美 役
- ドラマ新銀河（NHK）
  - この指とまれ2（1997年） - 高橋香代子 役
- First Love
- 君の名は
- 婚姻関係
- 新・天までとどけ5
- 温泉医ぽっかや事件カルテ（2003年）･第3作「日本最南端駅から消えた少年 桜島〜霧島〜指宿開聞岳〜新婚植樹園に願う家族の再生」 -  三崎るり子（MR企画 社長） 役

### 映画
- ごめん - 木村慶子役

## エピソード
- 『新・部長刑事』で共演していた小川恵理子によると、三田には酒乱エピソードがある。
  - 1994年春、三田、小川や『新・部長刑事』スタッフが夙川で花見をしていたところ、小川の携帯電話にボーイフレンドから電話がかかってきた。すると既に「出来上がって」いた三田は小川から携帯電話を取り上げてボーイフレンドを呼びつけた。そのボーイフレンドが夙川にやって来ると、小川とボーイフレンドに絡んだ挙句、ボーイフレンドとの関係を明確に言わない小川に腹を立てた三田は平手打ちを喰らわせた。ぶたれた小川が号泣してその場はお開きとなったが、後日、三田は「この前のお花見はどうやってお開きになったんだっけ?」と当時のことを全く覚えていなかったという。